# 性欲

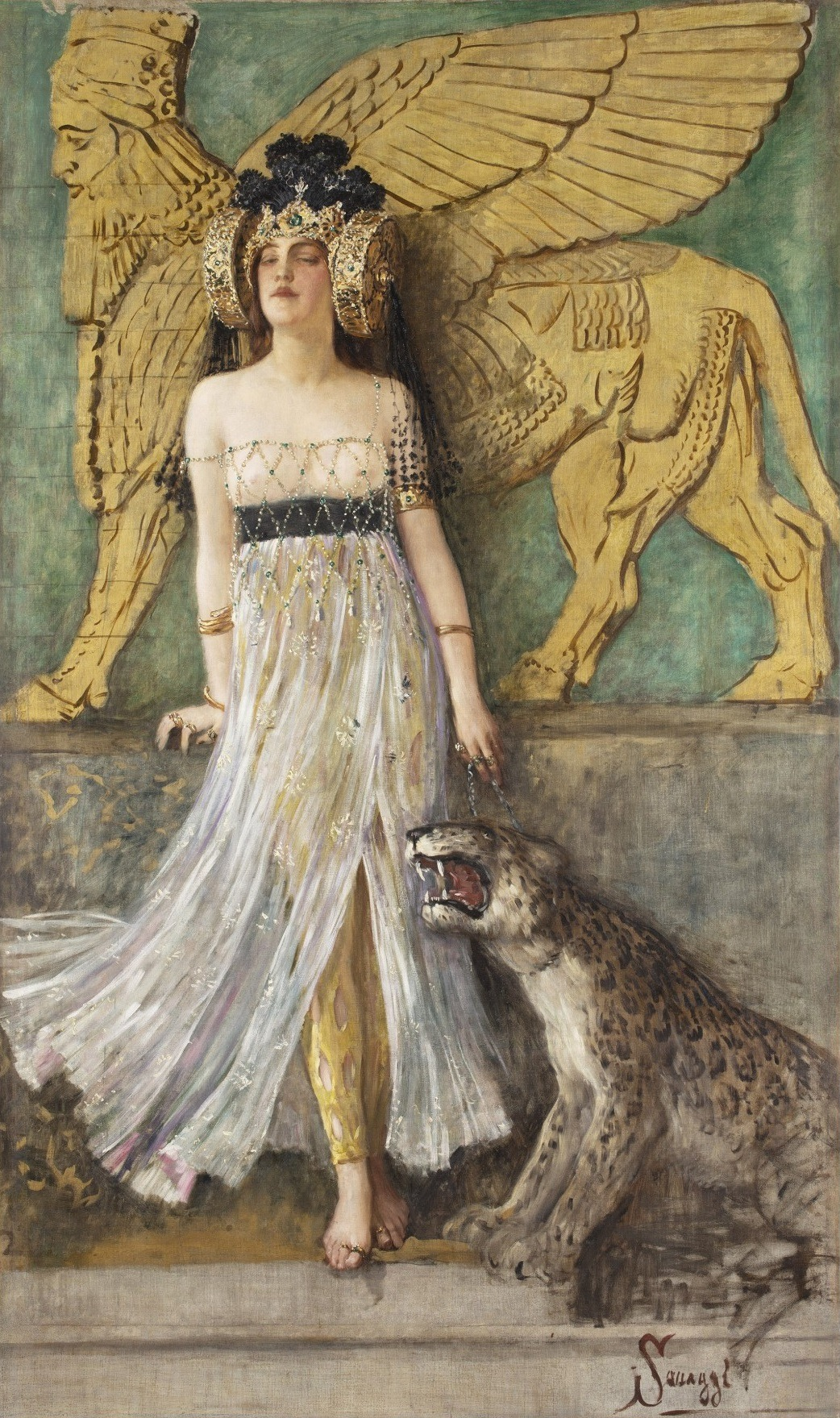
セミラミス女王は常に欲望の擬人化であると信じられてきた。チェザーレ・サッカッジによる象徴主義の作品。

性欲（せいよく、仏: luxure、英: Lust）は、人間の欲求の一つで性的な満足を求める本能である。英・口語：sexual desire、sex drive、羅（ラテン語）：libidoなどの表現もある。

## 概要
一般に第二次性徴が発現して生殖能力を獲得したとき、「性の目覚め」が起きるとされる。異性のアイドルに対する関心などは、それ以前から抱くこともある。性欲の高まる時期や強さは、個人差や性差が大きい。多くの伝統的な宗教で、性欲は慎むべきもの、忌避すべきもの、警戒すべきもの、とされてきた。医学的研究により、性欲には男女で異なったピークの時期があることが明らかになっている（#生物学的・医学的な説明を参照）。
人間の性欲は個人によって多様性を持つ。

## キリスト教
不適切な性欲を罪とする宗教は多い。モーセの十戒では「姦淫の禁止を戒のひとつに数える」ため、ユダヤ教およびキリスト教・イスラム教もこれにならう。ローマ教皇、ヨハネ・パウロ2世は「性欲は男女の永遠の魅力を、欲望の満足のために減少させてしまう」と述べている。新約聖書の使徒パウロは、実際に性交に及ぶ姦淫のみならず、行為や外面に現わさない内心における姦淫も罪であると強調した。
ただし、必ずしも性欲自体を全面否定するものではなく、たとえばカトリック教会で七つの大罪の一つとする色欲は、婚姻関係の外にあるものや、生殖から切り離されそれ自体の快楽を追求するもののことであると説明される。性欲もまた神の創造の一部とされ、適切な充足は罪とはされないことが一般的である。グノーシス主義のひとつであるカタリ派ではこの点が逆転し、生殖は人間を創造したサタンの意図として忌まれ、生殖を目的としない性欲の方が罪が少ないとされた。

## 仏教

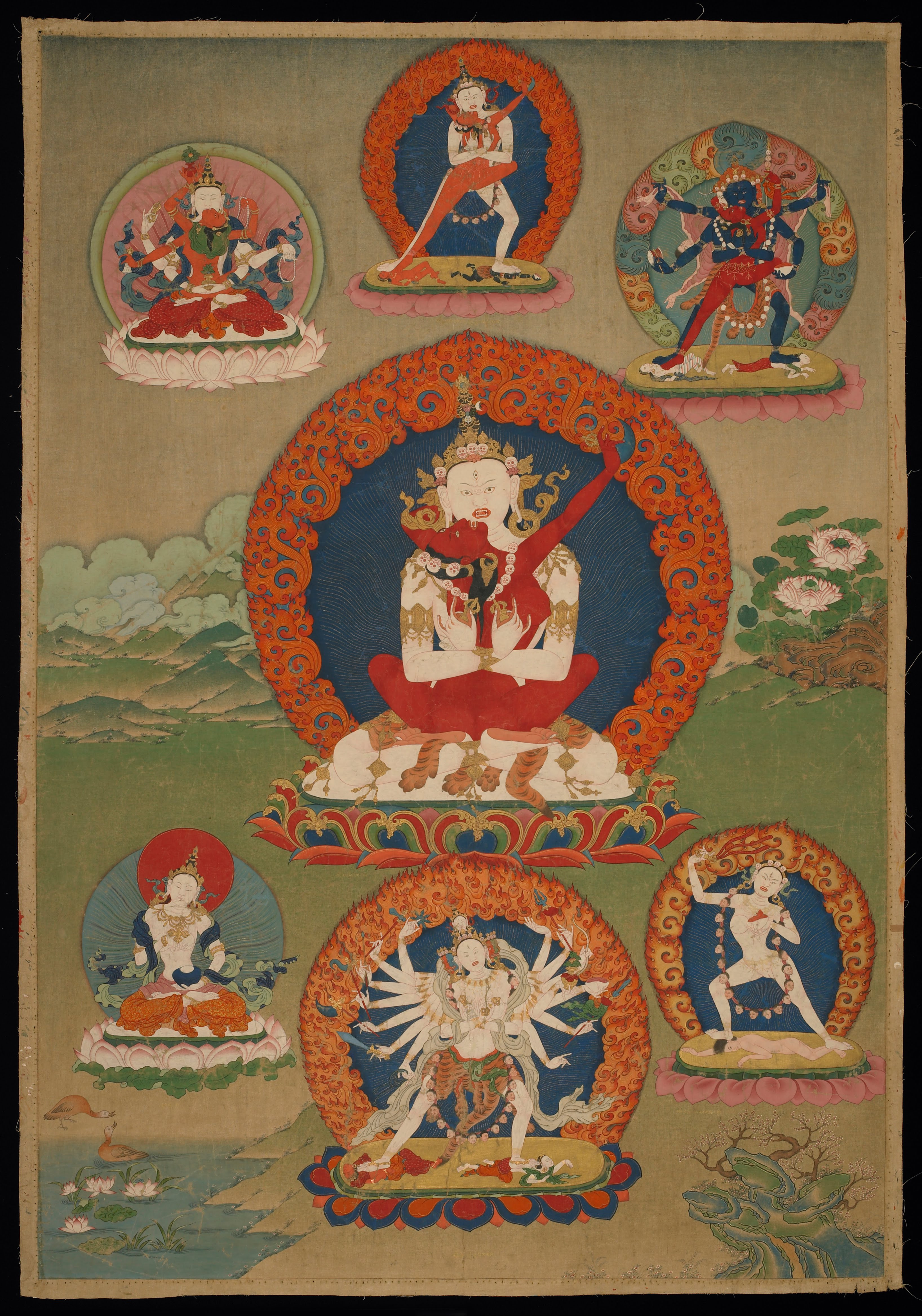
チャクラサンヴァラ（勝楽タントラ）の諸尊像

仏教では煩悩の一つとされ、不邪淫戒という戒律も存在する。ただし不邪淫戒は、妻以外の女性と性交渉をしてはならない、という戒である。釈迦の従弟である孫陀羅難陀が、出家後でも妻に惹かれてなかなか悟りを開けなかったエピソードなどがある。
密教はその出現以前の仏教を顕教として低く見るが、密教での性欲の捉え方も従来仏教と大きく異なる。密教経典の理趣経には、「男女の欲望や交合（性交）の妙なる恍惚、また欲望などもすべて清浄なる菩薩の境地である」などと説かれる。ただし、修行と無関係な男色が容認されることも多い顕教が女犯以外についてはあまり厳しくなかったのに対し、密教ではむしろ性についての厳格さが求められ、夢精を非常に恐れるような面もあった。真言宗主流などによる解釈では、理趣経における言及の概念を「自性清浄」といい、本来人間は汚れた存在ではなく、欲望は人間として自然なものである、といった煩悩即菩提という思想を表すものであり、修行者に性交を勧めるような意味ではないとされる。一方で、「彼の法」集団などは「直接的に性交を取り入れる」などしたが、聖俗からの排撃も強く、性的概念を抽象概念とみなした教派が残り、この集団は消滅している。
密教以外の仏教では、天台宗に興った玄旨帰命壇が同様に「性交を儀式に取り入れていた」が、これも弾圧され途絶している。なお焚書が行われた歴史があるため、弾圧側の文書に依拠するが、それらの記述には誇張があるのではないかとする見方もある。浄土真宗では親鸞の夢告に基づき僧の妻帯が認められるが、性欲は許されるにせよあくまで業とされ、肯定的な意義は与えられていない。

## 精神分析学における性的欲求

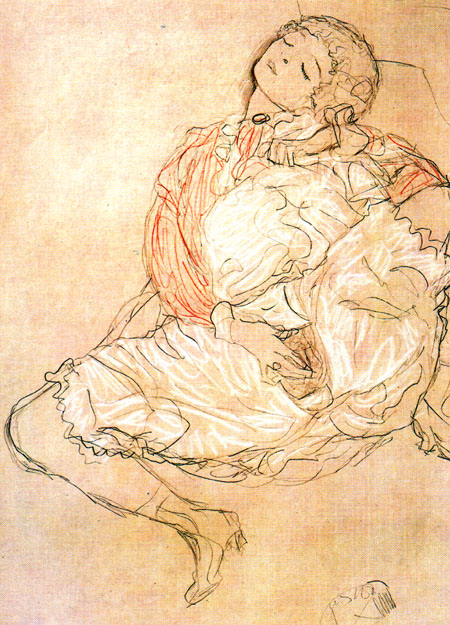
オナニーする女性（クリムト画。1913年）

19世紀末から20世紀初頭に精神分析をおこなった学者であるフロイト（1856年 - 1939年）が創始した精神分析学では「リビドー」（ラテン語） (libido) が「性的衝動を発動させる力」とする解釈を、当時心理学で使用されていた用語リビドーにあてた。フロイトは性欲が空腹や権力への意志に類似していると分析している。同派の性欲の研究について言えば、フロイトによる小児性欲のエッセイが著名である。フロイトは未発達の小児にも性欲があると考え、口唇期、肛門期、男根期（エディプス期）、性器期という段階に分類した。こうした性行動をともなわない性欲を充足させるか否かが後の人格形成に大きく関わると考えたフロイトは、こうした性欲の抑圧（欲求不満）をヒステリーの原因と想定した。またそうした性欲を根源的な性欲と名付けた。フロイトはこうして人格形成を性欲に起因する欲求で説明しようと考えた。これを汎性欲論と呼ぶが近年では多くの批判を受け、妥当性に欠けるとされている。
リビドーの考え方を前提とした場合、性欲そのものは非常に単純であり根源的な欲求である。ただしその性衝動をどう充足するかによって性的指向は個々に変化すると考える。フロイト的な解釈によれば口唇期の欲求不満が固着した場合は悲劇的で不信感に満ち皮肉屋なパーソナリティが形成される可能性があるといういささか「非科学的な結論」になってしまう。
一般に性的欲求が強まるのは、思春期以降と言われるが個人差が大きい。性的好奇心は年齢を問わずにおこり発現の仕方も多様である。
状況によっては、関係性への欲求や所有欲、共感欲といった別の欲求に置き換わる場合もある。無性愛（性的な欲求を一生自覚せずに過ごす）もまれに存在する。

## 生物学的・医学的な説明

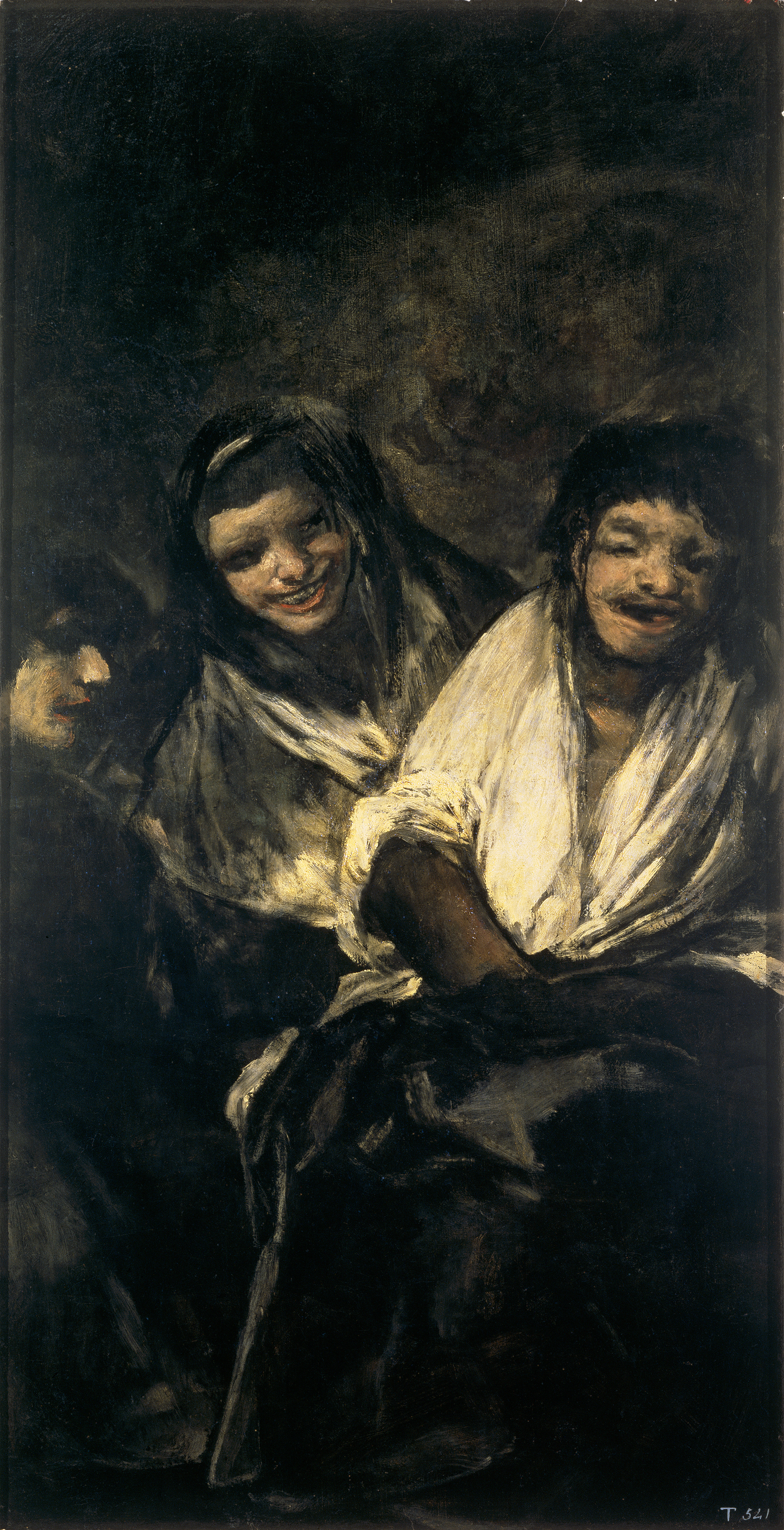
「自慰する男を嘲る二人の女（Dos Mujeres y un hombre）」（ゴヤ画。1820年頃）

### 男性の場合
男性の性欲は睾丸が精子をつくるリズムと連動する。睾丸で分泌されるテストステロンに左右される。（そのため、去勢を行うと性欲は低下する）。テストステロンが急激に増加する思春期（13～22歳頃）に性欲は高まり、70歳頃まで高い状態が続く。『ボディ・リズム』の著者リン・ランバーグの指摘によると、男性の性欲は年周期で変化しており、10代にもっとも多く精子がつくられ性欲もピークを迎える。複数の研究者らの研究でもセックスやマスターベーションの回数が多いのも10代だといい、結果、女性の妊娠も増えるという。逆にテストステロンの分泌が減るのは30代である。ピークの10代と最も低い30代の差は25%に達するという。男性の性欲と年齢の関係について言えば、思春期がもっとも性欲が強いと言われ（より具体的には精子製造では15歳前後。テストステロンの分泌量では19歳がピークだとされ）、ピーク以降年齢とともに漸減する。

### 女性の場合
女性の性欲は排卵期間（卵抱期）を頂点として高まり、月経の周期で変化していると言われている。つまり（月経が順調な女性であれば）1か月前後周期で増減を繰り返している。
女性はホルモンの分泌の変化で40歳以降から性欲が増していき、50代半ばくらいにピークがくるとする説があった。その根拠は更年期･閉経に向けて女性ホルモンが低下し、女性でも少量分泌されている男性ホルモンの割合が相対的に増えるからというものであった。2022年1月に、民間病院とリサーチ会社による20代-50代の女性各650名（10歳階級）、計2,600人の女性に対する「理想的な性行為の回数」に関するインターネット調査が行われた。その結果、理想的な性行為の回数が、｢理想とする性行為の回数｣からみると、女性の性欲のピークは、20代女性であった。また30代、40代、50代と年齢が進むごとに女性の性欲は低下していく傾向が見られた。また、女性が理想とする性行為の回数は、｢1週間に1回｣前後とする回答が20代-50代のどの年代でも多くなった。性行為がまったくなくてよいと答えた割合は低く、50代女性でも4人に約3人（73.5％）で、回数の差はあっても性行為が必要と考えていることもわかった。

## 関連文献
- 大島清『脳と性欲 快楽する脳の生理と病理』共立出版、1989年4月、ISBN 4-320-05367-2
- 奈良林祥『HOW TO SEX』
- 謝国権『性生活の知恵』
- アルフレッド・キンゼイ『キンゼイ報告』Kinsey Report
- ファンデ・フェルデ（ヴァンデ・ヴェルデ）『完全なる結婚』
- 佐藤晴夫『異常性欲:人間だけが変態である』ベストセラーズ、1994 ISBN 4-584-19107-7
- 朝倉喬司『毒婦の誕生 悪い女と性欲の由来』洋泉社、2002年2月、ISBN 4-89691-608-5
- ホーキング青山『UNIVERSAL SEX : 性欲に身障も健常もない』海拓舎, 2002、ISBN 4-907727-25-9
- 河添恵子『セクシャルトリープ 性欲動-30歳の女たち』恒友出版、1994年3月、ISBN 4-7652-4074-6
- 大島清『性欲 日本人はなぜこんなにスケベになったのか』ごま書房、1997年8月、ISBN 978-4-341-01792-7
- 大島清「快楽（けらく）の構造」中央公論社、1985年
- ウィリー・パジーニ (Willy Pasini)『ありすぎる性欲、なさすぎる性欲』草思社、2002年4月、ISBN 4-7942-1130-9
- キム・ミョンガン『ヘンタイの哲学 ヒトの性欲と快感のしくみを探る』日本文芸社、2005年8月、ISBN 4-537-25312-6
- 『性犯罪業カタログ:性欲あるところに商売あり』データハウス、2005、ISBN 4-88718-819-6
- 井上章一（編集）、永井良和、澁谷知美、原武史、唐権、三橋順子、川井ゆう、西村大志、露木玲（共著）『性欲の文化史 1』（講談社選書メチエ）、2008年10月、ISBN 978-4-06-258424-1
- 井上章一（編集）、梅川純代、申昌浩、劉建輝、原田信男、平松隆円、田中貴子、松田さおり（共著）『性欲の文化史 2』（講談社選書メチエ）、2008年11月、ISBN 978-4-06-258425-8
- 岩見照代『性と“悪”(2)性欲の研究(抄)/女給日記 (近代日本のセクシュアリティ 女性の描かれ方に見るセクシュアリティ)』ゆまに書房、2007年4月、ISBN 978-4-8433-2197-3